# فالنتين رودريغيز
فالنتين رودريغيز (بالإسبانية: Valentín Rodríguez) هو لاعب كرة قدم أوروغواياني، ولد في 13 يونيو 2001 في مونتيفيديو في الأوروغواي.

## وصلات خارجية
- فالنتين رودريغيز على موقع قاعدة بيانات كرة القدم.إي يو (الإنجليزية)
- فالنتين رودريغيز على موقع Soccerway.com (الإنجليزية)
- فالنتين رودريغيز على موقع عالم كرة القدم.نت (الإنجليزية)